# Abbaye de Fontaine-André
L'abbaye de Fontaine-André est située à Neuchâtel dans le canton et la région Littoral, en Suisse.

## Historique
L'abbaye fut fondée au XIIe siècle par les frères Mangolt de Rodolphe de Neuchâtel, seigneurs de Neuchâtel.
Le 24 février 1143, l'évêque de Lausanne Guy de Maligny confirma la remise des terres par l'abbé Richard (abbé du Lac de Joux) à l'abbé Machelm (abbé de Corneux), en vue d'y créer une abbaye de l'ordre des Prémontrés.
Le cloître fut bâti au XIIIe siècle par l'abbé Othon. Le 25 décembre 1375, l'abbaye fut incendiée par des mercenaires d'Enguerrand VII de Coucy, en guerre contre le duc d'Autriche (Guerre des Gugler). Les moines se réfugièrent alors dans la maison sœur de Humilimont.
Les moines revinrent à Fontaine-André au XVe siècle. Incertains face à la Réforme, les moines se dispersèrent dans des maisons sœurs. En 1539, la comtesse de Neuchâtel, Jeanne de Hochberg, fit louer les biens de l'abbaye à un bourgeois de la région. Les Conseils de Ville prirent sa place et sous-louèrent la propriété à des tiers.
Une partie des archives de l'ancienne abbaye de Fontaine-André, notamment l'acte de fondation en 1143, sont conservés dans les archives seigneuriales aux Archives de l'État de Neuchâtel. 
En 1825, le maire de Travers acquit l'abbaye et le domaine et ses descendants en firent une villégiature.
C'est en 1954 que l'abbaye retrouva son caractère religieux, date à laquelle les héritiers de Paul de Perregaux (mort en 1949) vendirent le domaine aux Frères des Écoles chrétiennes. Les Frères transformèrent les champs en terrains de jeux et des chambres furent construites en vue d'y accueillir des jeunes garçons de l’Institut catholique de Neuchâtel.

Grand Obituaire (Ms. 3231), Archives de l'Etat de Neuchâtel, 03PAST-001B. 000_0015.jpg

De 1972 à 1980, les Frères installèrent à l’abbaye un centre thérapeutique pour jeunes toxicomanes. Ils y accueillirent ensuite régulièrement des groupes pour des stages de formation continue, des séminaires, des classes vertes et des fêtes diverses. 
Depuis les années 1990, les Frères partagent les lieux avec une communauté de laïcs désirant mener une vie communautaire fondée sur la prière et le travail. Ils y organisent des retraites spirituelles. Finalement, au printemps 2013, les Frères vieillissants (ils n'étaient plus que deux à vivre sur place) vendent l'ensemble de la propriété à un privé. La Ville qui bénéficie d'un droit de préemption décide de ne pas en faire usage.

## Les bâtiments
Les plans datant d'avant la Réforme sont perdus.

### L'église abbatiale
Dédiée à saint Michel, l'église mesurait une trentaine de mètres de long et une dizaine de large. Après le départ des moines au moment de la Réforme, elle servit d'entrepôt.
En 1765, le Conseil d’État fit démolir le toit de l’église et ordonna de réutiliser au mieux les tuiles et la charpente. L’année suivante, le Conseil ordonna de vendre les murs. Seul, le clocher resta debout avant de disparaître à la fin du XVIIIe siècle.

### La grange
Encadrée par deux écuries, elle subit elle aussi le désastre de 1375. Elle fut restaurée par les moines et, après leur départ, de nombreuses transformations y furent faites.

### La source
La chambre d'eau de la source donna son nom à l'abbaye. Nous pouvons lire au-dessus de la porte : L’an du Seigneur 1487, messire François Bourquier abbé et frère Antoine de Costis, chanoine de cette Abbaye, firent reconstruire cette fontaine André. Cette inscription est suivie de la croix de saint André.